# Atletica leggera ai XVII Giochi paralimpici estivi - 800 metri piani femminili
Ai XVII Giochi paralimpici estivi le competizioni dei 800 metri piani femminili si sono svolte il 7 settembre 2024 presso lo Stade de France di Parigi.

## Risultati
Di seguito sono riportati i risultati delle finali di tutte le gare degli 800 metri piani femminili per ogni classe di competizione. Maggiori dettagli sulle singole gare, compresi i risultati delle batterie di qualificazione, si trovano nelle pagine dedicate.